# 聖カタリナ学園高等学校
聖カタリナ学園高等学校（せいカタリナがくえんこうとうがっこう）は、学校法人聖カタリナ学園が運営する愛媛県松山市藤原町に所在する私立高等学校である。

## 概観
校名は、14世紀に献身的奉仕を実践した聖女カタリナに由来する。バスケットボール部など一部の運動部は全国大会出場の実績がある。
2016年（平成28年）度からは看護科以外の学科が男女共学となり、校名を聖カタリナ学園高等学校に改めている。なお、2021年（令和3年）度以降の入学生は、看護科も男女共学となる。

## 設置学科

### 総合学科
2021年（令和3年）度入学者より系列見直し。
- 健康スポーツ系列
- アンビシャス進学系列（2年次より）
- 保育系列（2年次より）
- 健康福祉系列（2年次より）
- 情報デザイン系列（2年次より）
- 調理パティシエ系列（2年次より）
- ライセンス就職系列（2年次より）

### 普通科
2021年（令和3年）度入学者よりコース見直し。
- 特別進学コース（1年次）
  - 特進アカデミックコースα/β（2年次より）
  - 特進国際コース（2年次より）
- スポーツ進学コース

### 看護科
看護科専攻科あり。2021年（令和3年）度入学者より共学化。

## 沿革

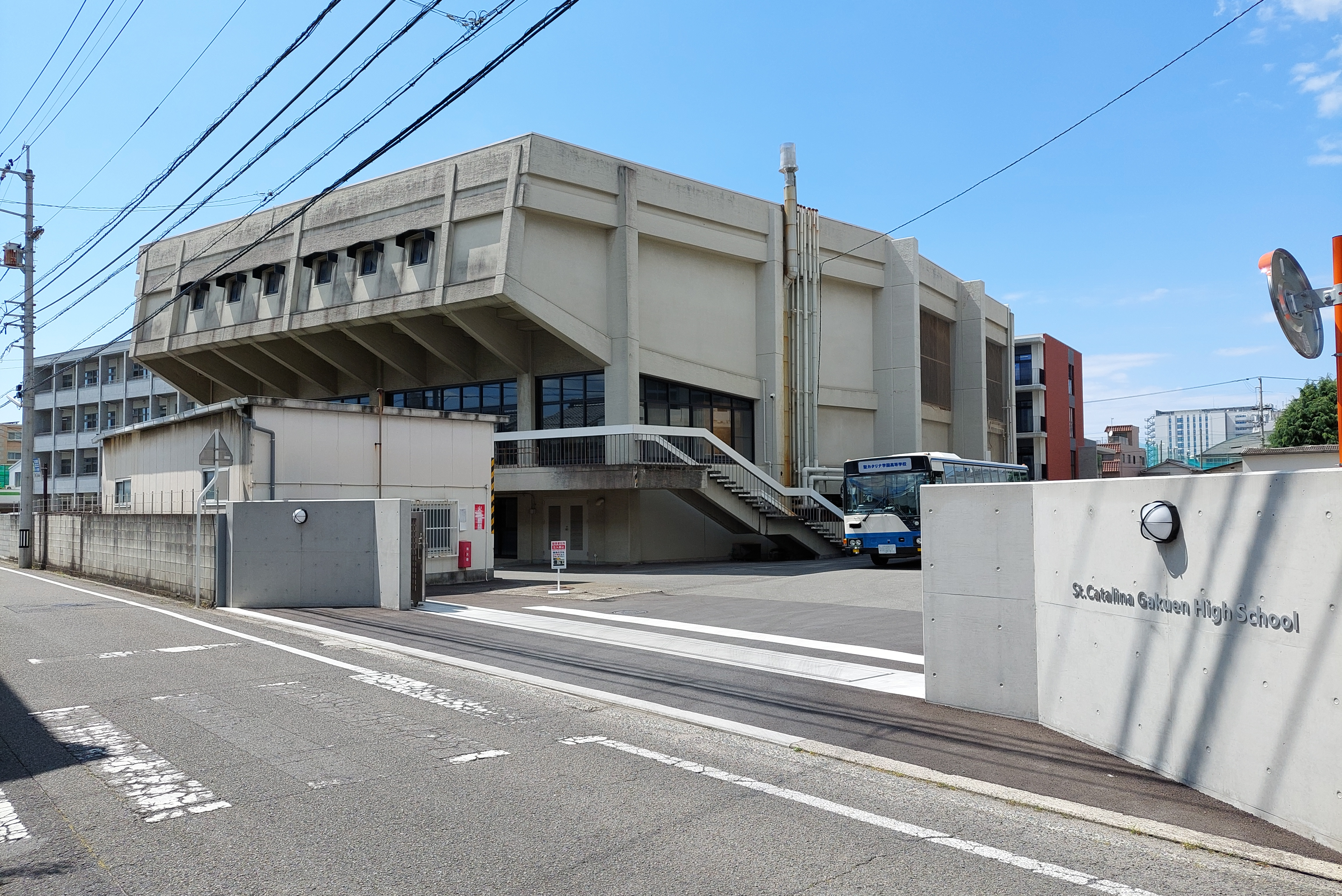
白ゆり館

- 1925年（大正14年） - 松山美善女学校として開校。
- 1931年（昭和6年） - 松山商業女学校と改称。
- 1942年（昭和17年） - 松山女子商業学校と改称。
- 1948年（昭和23年） - 松山女子商業高等学校と改称。
- 1968年（昭和43年） - 聖カタリナ女子高等学校と改称。
- 2016年（平成28年） - 聖カタリナ学園高等学校と改称。看護科以外が男女共学となる[3]。
- 2021年（令和3年） - 硬式野球部が第93回選抜高等学校野球大会（1回戦敗退）に出場。春夏通じて甲子園初出場を果たす[5]。
- 2022年（令和4年） - 硬式野球部寮での暴行事案が発覚（後述）。
- 2024年（令和6年） - 硬式野球部が第106回全国高等学校野球選手権大会（1回戦敗退）に出場。

## 所在地

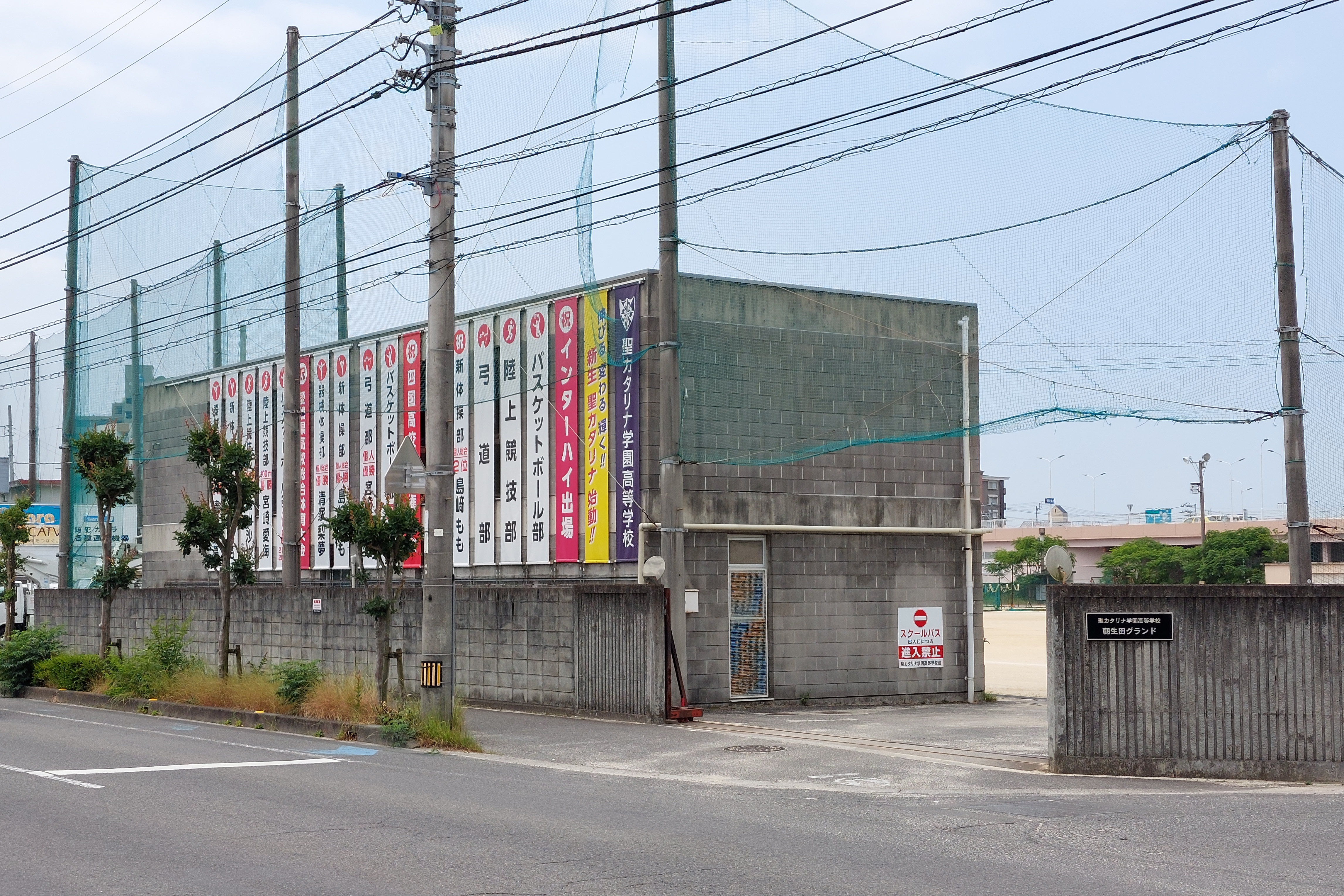
朝生田グラウンド

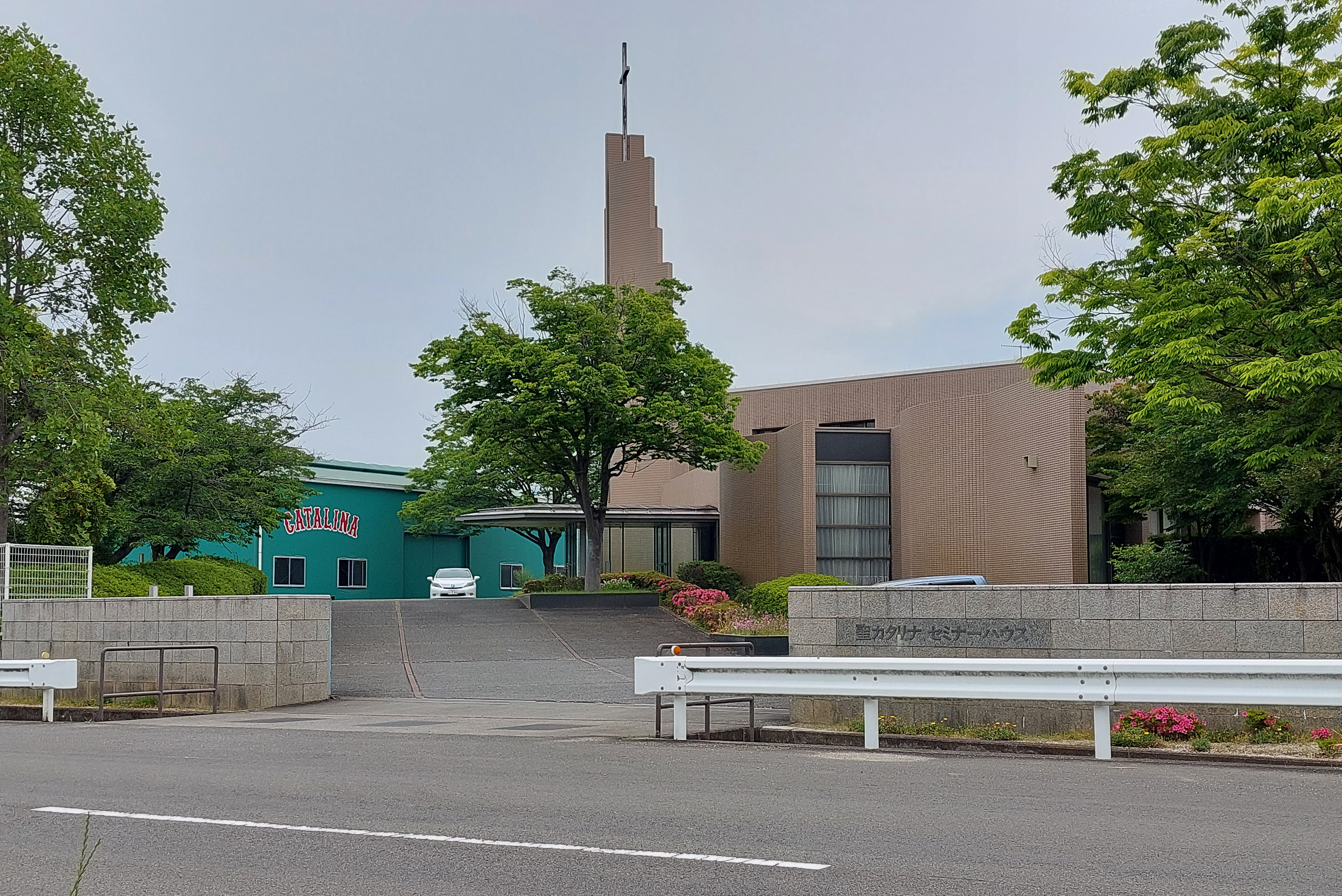
セミナーハウス（松山市河野別府）

- 藤原校舎：愛媛県松山市藤原町468番地（普通科・総合学科・看護科）

## 著名な出身者

### バスケットボール
- 門屋加壽子
- 川井梢
- 藤原有沙
- 濱口京子
- 阿部幸音
- 苗田未来
- 近平奈緒子
- 加藤瑠倭
- 宮崎早織
- 篠原華実
- 曽我部奈央
- 田村未来
- 梅木千夏
- 江良萌香
- 鈴置彩夏
- 森美月

### その他
- 野本梨佳 - バレーボール
- 徳野涼子 - ビーチバレーボール
- 岩井柊弥 - サッカー
- 柳田さやか - アナウンサー
- 河内康介 - 野球
- 有馬惠叶 - 野球

## 姉妹校・系列校
- 京都聖カタリナ高等学校
- 光ヶ丘女子高等学校
- 聖カタリナ大学
- 聖カタリナ大学短期大学部

## 不祥事

### 硬式野球部寮での暴行事案
2021年（令和3年）11月と2022年（令和4年）5月の2度にわたり、硬式野球部の寮で暴行事案が発生。学校が設置した第三者委員会は、調査の結果、寮内で日常的に暴力行為が行われていたと認定した。また、学校は、これらの事案について、「いじめ防止対策推進法」に基づく「重大事態」にあたると判断し愛媛県へ報告した。

### 殺人未遂事件
2025年（令和7年）3月11日に、学校玄関において1年生の男子生徒が同じクラスの男子生徒の首あたりを切りつける事件が発生した。被害者生徒の命に別状は無かったが、加害者生徒は殺人未遂の現行犯で逮捕された。